# Семёнов, Арсений Никифорович
Арсений Никифорович Семёнов (10 [23] января 1911, Максимовка, Витебская губерния — 13 сентября 1992, Санкт-Петербург) — советский художник, живописец, педагог, член Санкт-Петербургского Союза художников (до 1992 года — Ленинградской организации Союза художников РСФСР).

## Биография
Родился в семье мастера-строителя железнодорожных мостов. Отец умер, когда Арсению было четыре года. Детство будущий художник провёл в белорусском городке Быхове.
С 1927 года жил в Ленинграде. Работал чернорабочим, одновременно занимаясь живописью и рисунком в студии АХРР у известного художника и педагога А. Р. Эберлинга. В 1930 году Семенова приняли на подготовительные курсы при Академии Художеств, в том же году он становится студентом Института пролетарского изобразительного искусства (ИНПИИ).
Годы учёбы Семёнова совпали с реформированием института и системы художественного образования. В 1932 году завершился период, известный в истории института как «масловщина». В октябре 1932 года ВЦИК и СНК приняли постановление «О создании Академии художеств». Институт пролетарского изобразительного искусства был преобразован в Ленинградский институт живописи, скульптуры и архитектуры, тем самым была подведена черта под 15-летним периодом преобразований крупнейшего художественного учебного заведения страны.
Однако потребовалось ещё несколько лет, чтобы собрать разрозненные педагогические силы и по-новому выстроить художественное образование. Этот процесс начали новый директор Академии художеств скульптор А. Т. Матвеев и его заместитель по учебной работе профессор живописи А. И. Савинов. Они пригласили на преподавательскую работу в институт профессоров Д. Н. Кардовского, А. А. Осмеркина, С. Л. Абугова, Е. Е. Лансере, Н. Э. Радлова, П. А. Шиллинговского, И. И. Бродского.
В 1934 году директором Всероссийской Академии художеств и Ленинградского института живописи, скульптуры и архитектуры был назначен И. И. Бродский, ученик И. Е. Репина. К работе в институте он привлёк крупнейших художников и педагогов К. Ф. Юона, П. С. Наумова, Б. В. Иогансона, А. И. Любимова, Р. Р. Френца, Н. Ф. Петрова, В. А. Синайского, В. И. Шухаева, Д. И. Киплика, Н. Н. Пунина, В. Н. Мешкова, М. Д. Бернштейна, Е. М. Чепцова, И. Я. Билибина, М. Г. Манизера, П. Д. Бучкина, А. П. Остроумову-Лебедеву, А. Е. Карева, Л. Ф. Овсянникова, С. В. Приселкова, И. П. Степашкина, К. И. Рудакова и других.

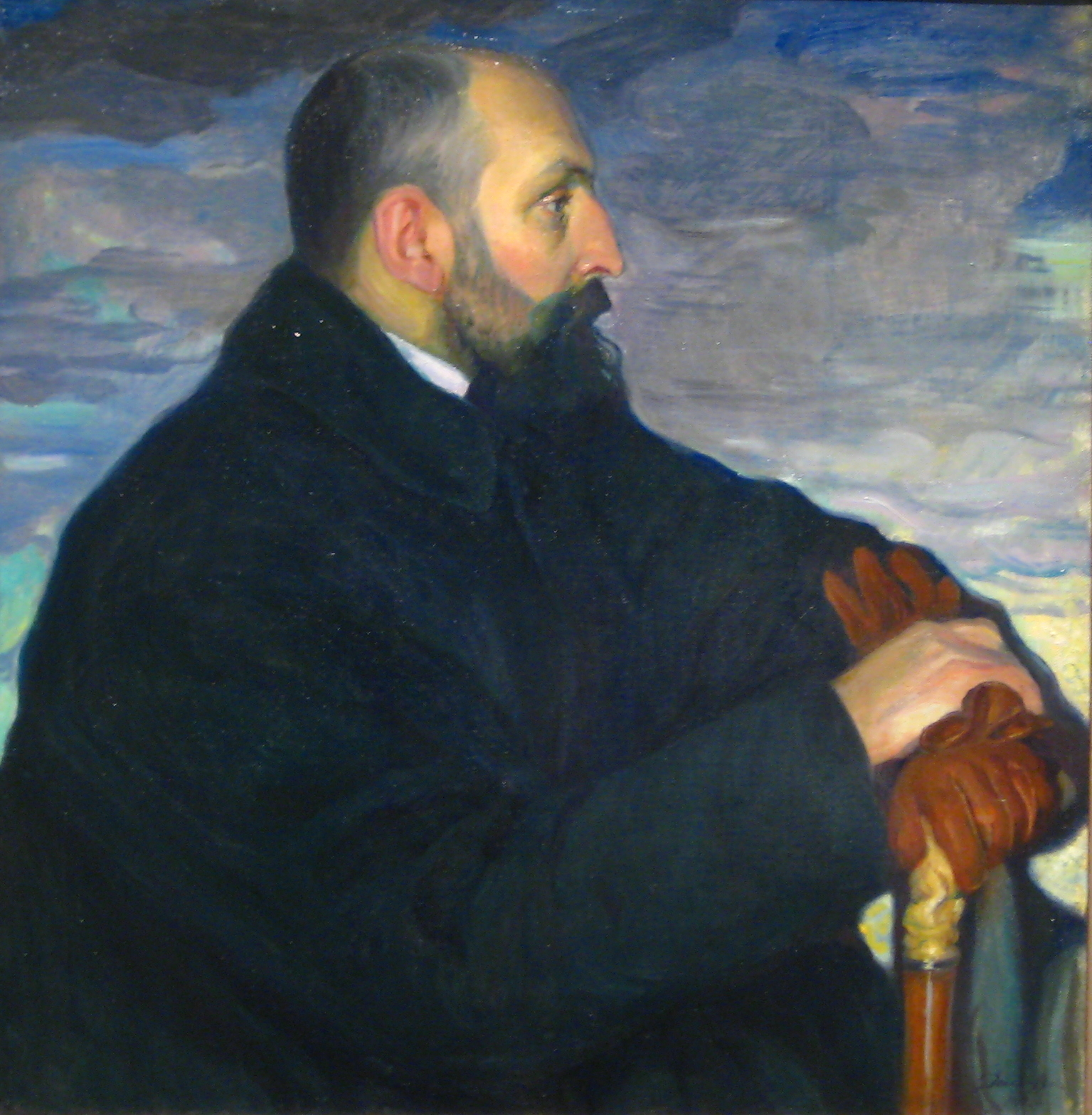
О. Делла-Вос-Кардовская. Портрет Д. Н. Кардовского. 1913

На живописном факультете была восстановлена система творческих индивидуальных мастерских, в которых студенты продолжали обучение после второго курса. Руководили мастерскими профессора И. И. Бродский, Б. В. Иогансон, В. Н. Яковлев, Д. Н. Кардовский, А. А. Осмеркин, А. И. Савинов, Р. Р. Френц, П. А. Шиллинговский, М. П. Бобышов. Именно в мастерской Д. Н. Кардовского Семёнову посчастливилось заниматься в 1934—1937 годах.
Методология и взгляды Д. Н. Кардовского сводились к тому, что, во-первых, Академия должна давать ученику профессиональные знания в объёме, необходимом для зрелого выполнения законченного художественного произведения — школу, как любил говорить Д. Н. Кардовский, общую для всех студентов независимо от их художественных склонностей и ориентаций. Талант этим не загубишь, а посредственному ученику её хватит, чтобы в жизни быть полезным работником.
Во-вторых, школьная работа должна проводиться вне воздействия так называемых «течений» в искусстве. Задача школы — дать ученику знание и воспитание, пригодное для его развития в любом теоретическом уклоне. Основа школы — в изучении природы, подсобно — в изучении искусства. Основа усвоения — повторность опыта.
В-третьих, рисунок не должен отделяться от живописи. Задачи, в основном, должны решаться комплексно. Рисунок — средство овладения живописью. Тоновый рисунок — средство организовать цвет. Тон держит единство цветности. Поэтому анализ тональности — во всех работах важнейшая задача. Наконец, на взгляд Д. Н. Кардовского, основа всей работы — определение характера натуры.
Занятия в мастерской Д. Н. Кардовского, сама личность выдающегося педагога оказали большое влияние на судьбу молодого художника, а его педагогические приемы и взгляды будут глубоко восприняты Семёновым в собственной преподавательской работе, которой он посвятит почти полвека.
В 1937 году незадолго до окончания института Семенов заболел и вынужден был прервать обучение. После выздоровления он получил справку «об окончании 5 курсов живописного факультета без выполнения дипломной работы» и был направлен преподавателем в Пензенское художественное училище. В 1938 году Семенова приняли в члены Пензенской организации советских художников.
С 1939 по 1944 год Семёнов проходил службу в Красной Армии в бронетанковых войсках в Забайкалье и Монголии. Участник боев за Халхин-Гол. С первого дня Великой Отечественной войны Семёнов участвовал в боях. За годы войны прошёл путь от рядового до командира танкового батальона, пять раз был ранен. Отмечен боевыми наградами, в том числе орденом «Красная Звезда», орденами «Отечественной войны» первой и второй степени, медалями. В 1944 году А. Семёнов был демобилизован по ранению.
С 1944 по 1947 годы Семёнов преподавал в Средней художественной школе при Московском художественном институте имени В. И. Сурикова. В 1946 году Семёнова приняли в члены Московской организации советских художников, в этот период он участвовал в выставках художников-фронтовиков.
В сентябре 1947 года Семёнов вернулся в Ленинград и поступил преподавателем на кафедру общей живописи Высшего художественно-промышленного училища имени В. И. Мухиной, где проработал свыше сорока лет, воспитав несколько поколений художников. В этом же году его приняли в члены Ленинградской организации советских художников.
С конца 1940-х годов Семёнов участвовал в выставках, одновременно работал над дипломной картиной и в 1951 году после пятнадцатилетнего вынужденного перерыва окончил институт, защитив дипломную картину «Материнство».
На протяжении всей жизни Семёнов совмещал педагогическую работу и творческую деятельность. Писал городские и ландшафтные пейзажи, натюрморты, жанровые композиции, портреты, многочисленные этюды с натуры, совершал творческие поездки в Старую Ладогу, Торжок, Изборск, Прибалтику, Закарпатье, Крым.
Скончался 13 сентября 1992 года в Санкт-Петербурге на 82-м году жизни. Похоронен на Комаровском кладбище.
Произведения А. Н. Семёнова находятся в художественных музеях и частных собраниях в России, Франции, Италии, США, Финляндии и других странах. Известны живописные и графические портреты А. Н. Семёнова, исполненные в разные годы ленинградскими художниками, в том числе Н. Л. Бабасюком (1972).

## Творчество
В начале 1950-х определился круг тем и образов, к которым тяготел художник. Ленинградские мотивы и пейзажи старинных русских городов будут доминировать в его творчестве на протяжении всей жизни, хотя приемы их живописной разработки будут меняться в направлении «от искусной фиксации мимолетности, стремления передать свежесть и непосредственность колористических впечатлений в работах 1950—х и начала 1960-х годов, к поиску более тонких и обобщенных цветовых решений, большей декоративности, основанной на активном использовании локального цвета и конструктивном рисунке».

### Крым
В 1950-е годы, которые условно можно отнести к раннему периоду творчества художника, Семёнов часто проводил лето в Крыму. Темами его работ были Ялта и Гурзуф, живописные уголки старого города и отдыхающие на приморской набережной. Художнику нравится южное солнце и звонкая яркость красок. Он с жадностью стремится передать на холсте непосредственные впечатления от южной природы и жизни приморских улочек, наполненных солнцем, контрастами света и теней и спорадическим движением. Одним из известных примеров его живописи «крымского» периода является картина «В Ялте» (1957), иллюстрирующая характерный и узнаваемый почерк Семёнова конца 1950-х и начала 1960-х годов. Многое из приобретённого художником в этот ранний «крымский» период его творчества, в дальнейшем будет сохранено в индивидуальной манере Семёнова как его характерные и узнаваемые черты.
Среди картин и этюдов Семёнова «крымского» периода работы «Улочка в Ялте» (1958), «Причал в Ялте», «Ялта. Причал», «Улица в Ялте», «Набережная в Ялте», «Ялта. Набережная», «В Гурзуфе», «Ялта. В парке» (все 1959), и многие другие.

### Городской пейзаж
В 1950—1960 годы городской пейзаж занимает видное место в творчестве Семенова. Некоторые из его ленинградских пейзажей, например, «Весенний день» (1959), на котором изображена перспектива одной из красивейших улиц — Миллионной (бывшей Халтурина) с портиком Нового Эрмитажа, исследователями часто приводятся в литературе как образец творчества художника в этом жанре на рубеже 1950-х и 1960-х годов.
Среди многочисленных ленинградских этюдов и пейзажей, написанных Семёновым в 1950—1960 годы, работы «Нарвские ворота», «Весенний городской пейзаж», «Весна на окраине Ленинграда» (все 1956), «У Нарвских ворот» (1957), «Фонтанка. Лодочная станция», «Адмиралтейская набережная» (обе 1958), «Цветочный базар», «Невский проспект» (все 1959), «Ленинградский мотив», «Река Фонтанка» и «Заводской мотив» (все 1960), «В парке», «На Кировском проспекте», «У Египетского моста», «В Михайловском саду», «На Фонтанке», «Ленинград. Исаакиевская площадь», «Охтинский мост», «Университетская набережная» (все 1961) «На набережной» (1962), «Весна на Неве» (1963), «Заводской мотив», «В Александровском саду», «Строительство Заневского моста на Неве» и «Ленинград. Вид на Университетскую набережную» (все 1964), «Ленинград зимой», «На Марсовом поле» (обе 1965), «У Академии художеств» (1967), «Ленинград праздничный» (1968) и другие.

### Псков, Старая Ладога
Особое влияние на творчество Арсения Семёнова оказали поездки в древнерусские города и работа там. Впервые открыв для себя Псков и Старую Ладогу в конце 1950-х, Семенов посвятил этой теме много лет. Как художника его влекли ожившая история, древняя архитектура и особый уклад местной жизни, органично сочетавшиеся с окружающей природой. По работам этого цикла можно проследить, как менялась его манера письма в 1960-е годы в направлении усиления декоративности живописи и утонченности колорита.

А. Н. Семёнов. В Старой Ладоге. 1964

Примером таких изменений является известная картина «Старая Ладога» (1964), в которой художник убедительно продемонстрировал новое понимание цвета. По замечанию М. Джигарханян, цвет у А. Семёнова в этот период становится доминантой композиции, структурно организующей холст. Освобождая цвет от всяких нюансов и переходов, Семёнов, по его собственному признанию, «приходит к пониманию лапидарности, смысловой значимости локального пятна и пластической выразительности линий, очерчивающих контуры предметных форм».
В 1960-е Семёнов увлеченно пишет старинные русские города Псков, Изборск, Торжок, Суздаль, Старицу, Кострому, много работает на творческой базе ленинградских художников в Старой Ладоге. Среди созданных им произведений картины «Псковский собор» и «Псков. Синие ворота» (обе 1958), «Старая Ладога. Зимний пейзаж» и «Старая Ладога. Сельсовет» (обе 1961), «Псков», «Пейзаж с рекой» (обе 1960), «Новая Ладога в праздник» (1962), «Псковский кремль», «Старая Ладога. Вид на Волхов», «Старая Ладога» (все 1963), «Старая Ладога» (1965), «Софийский собор в Новгороде» (1966), «Суздаль. Вид на Кремль» и «Суздаль. Памятник Архитектуры» (обе 1968), «Торжок» (1969), «Улица в Торжке», «Торжок. Вид на соборы», «Вид Суздаля» (все 1971) и многие другие.
Постепенно из работ Семёнова уходит излишняя дробность, её сменяет большая цельность и созерцательность. Художник чаще использует локальный цвет, усиливающий образность и декоративность живописи. В отдельных произведениях этого периода угадывается влияние С. И. Осипова, талантливого ленинградского живописца, с которым Арсения Семёнова связывала многолетняя дружба, совместные творческие поездки и педагогическая работа на кафедре живописи Высшего художественно-промышленного училища имени В. И. Мухиной.
В 1960—1970-е годы Семёнов неоднократно бывал в Прибалтике и Закарпатье, посетил Францию и Италию. В его работах этого периода заметен интерес к более обобщённым цветовым решениям: «Старый Таллин» (1964), «Закарпатье. Группа домов», «В Закарпатье», «Закарпатье. Пейзаж с дорогой», «Закарпатье. Деревня», «Таллин» (все 1966), «Закарпатский мотив» (1974), «Литовский пейзаж» (1975) и другие.

### Натюрморт
В 1970—1980-е годы Семёнов обращается к ранее достаточно редкому для себя жанру натюрморта, создав ряд декоративных, изысканных по живописи произведений. Среди них выделяется «Натюрморт с цветком» (1972), а также работы «Натюрморт с античной скульптурой» (1971), «Натюрморт с фруктами», «Натюрморт с цветами» (обе 1975), «Натюрморт с чайником» (1972), «Натюрморт с кувшином и яблоками» (1971) и другие.

### Автопортрет
Семёнов не часто обращался к жанру портрета. В основном это были образы близких: жены и дочери. Особняком стоят автопортреты художника, написанные в 1950—1960 годы. Сохранившиеся работы, и в частности «Автопортрет» 1962 года и «Автопортрет» 1964 года, открывают новые грани дарования художника, заставляя по-иному взглянуть и на остальное его творчество. В небольшой лаконичной работе художник находит точные выразительные средства, чтобы с предельной откровенностью сказать о себе, о своем поколении и времени.
В 1966 году в Ленинграде состоялась персональная выставка произведений Арсения Семёнова, приуроченная к 55-летию художника и 20-летию его педагогической работы на кафедре живописи ЛВХПУ имени В. И. Мухиной. В 1977 году в залах ЛОСХ состоялась совместная выставка произведений трёх художников: Арсения Семёнова, Сергея Осипова и Кирилла Гущина. В 2006 году в Санкт-Петербурге в музее А. А. Ахматовой прошла выставка произведений А. Н. Семёнова, приуроченная к выходу монографии, посвященной жизни и творчеству художника.